# Linia kolejowa nr 981
Linia kolejowa nr 981 – pierwszorzędna, jednotorowa, zelektryfikowana linia kolejowa łącząca rozjazd 3 w rejonie RzA z rozjazdem 102 w rejonie RzB na stacji Rzepin. Linia obejmuje tor 44 na danej stacji.
Linia stanowi tor łączący między linią kolejową Warszawa Zachodnia – Kunowice a linią kolejową Jerzmanice Lubuskie – Rzepin RzB i umożliwia przejazd pociągów z kierunku Świebodzina do peronu 4. oraz południowej części towarowej Rzepina, a dalej w stronę Kostrzyna nad Odrą.